# シャルム・エル・シェイク
シャルム・エル・シェイク（アラビア語:  شرم الشيخ , IPA: [ˈʃɑɾmeʃˈʃeːx] シャルメッシェーフ; Sharm el-Sheikh, Sharm al-Shaykh）は、エジプトのシナイ半島南部にある都市。人口は5万3658人（2022年）。紅海に面しており、世界有数のスキューバダイビングの名所としてリゾート地になっている。中東各国のみならずヨーロッパ各国からも多数の定期便、チャーター便が就航している。
2022年11月6日から11月20日にかけて、国連気候変動枠組条約第27回締約国会議（COP27）が開催された。
都市名は「シャイフの入り江」という意味である。エジプト現地では「シャルム」（アラビア語: شرم）の略称が多用される。また、「平和の都市」（アラビア語: مدينة السلام）という愛称もある。

## 歴史
かつては辺鄙な漁村だったが、シナイ半島の南端にあり、アカバ湾の入り口であるティラン海峡に面する戦略的要衝であることからエジプト海軍の基地が置かれるようになり、しばしば戦場となった。1956年のスエズ危機ではイスラエル国防軍により急襲、占領されたが、翌1957年にエジプトに返還された。しかし1967年の第三次中東戦争でイスラエルに再び占領された。1979年のエジプト・イスラエル平和条約でシナイ半島がエジプトに返還されることが決定し、1982年に返還された。
イスラエルは占領中に「オフィラ」というユダヤ人入植地を築き、ナーマ湾周辺にリゾートホテルやダイビングクラブなどを建設し、この地をリゾート地として大開発した。返還された後、エジプト政府はイスラエルの残したインフラをもとに観光開発を継続。旧オフィラ空軍基地を改造してシャルム・エル・シェイク国際空港を作り、イスラエルを含めた中東やヨーロッパ各地から保養客が訪れるという中東随一の高級リゾート地へと変身させた。
国際会議も誘致されるほか、パレスチナやイラクなど中東の紛争解決に関わる国際会議や首脳会議も、数多くこの地で行われている。エジプトの大統領アブドルファッターフ・アッ＝シーシーは2021年9月、この地にイスラエルの首相ナフタリ・ベネットを迎えて会談したほか、2022年4月からはイスラエルのテルアビブとの間に、エルアル・イスラエル航空による空路が開設された。
一大観光地であることからエジプト国内でも治安は良い方であるが、2005年7月23日に市場や複数のホテルの近くなどで自動車が爆発するテロ事件があり、多くの死傷者を出した。それ以降、この地に向かう道路における検問や観光施設への警備が強化されている。シナイ半島ではイスラム過激派が活動しており、アブドルファッターフ・アッ＝シーシー政権は貴重な外貨収入源であるこの街を守るため、2019年から高さ5メートル、総延長40キロメートルのコンクリート壁で内陸部からのテロリスト侵入を防ぐ工事を進めている。
ホスニー・ムバーラク元大統領はシャルム・エル・シェイクを愛し、閣僚を呼び寄せて政務を執ったり、各国の首脳会議をこの地で行ったりすることもあった。2011年エジプト騒乱による失脚後、彼はこの地の私邸に滞在していた。

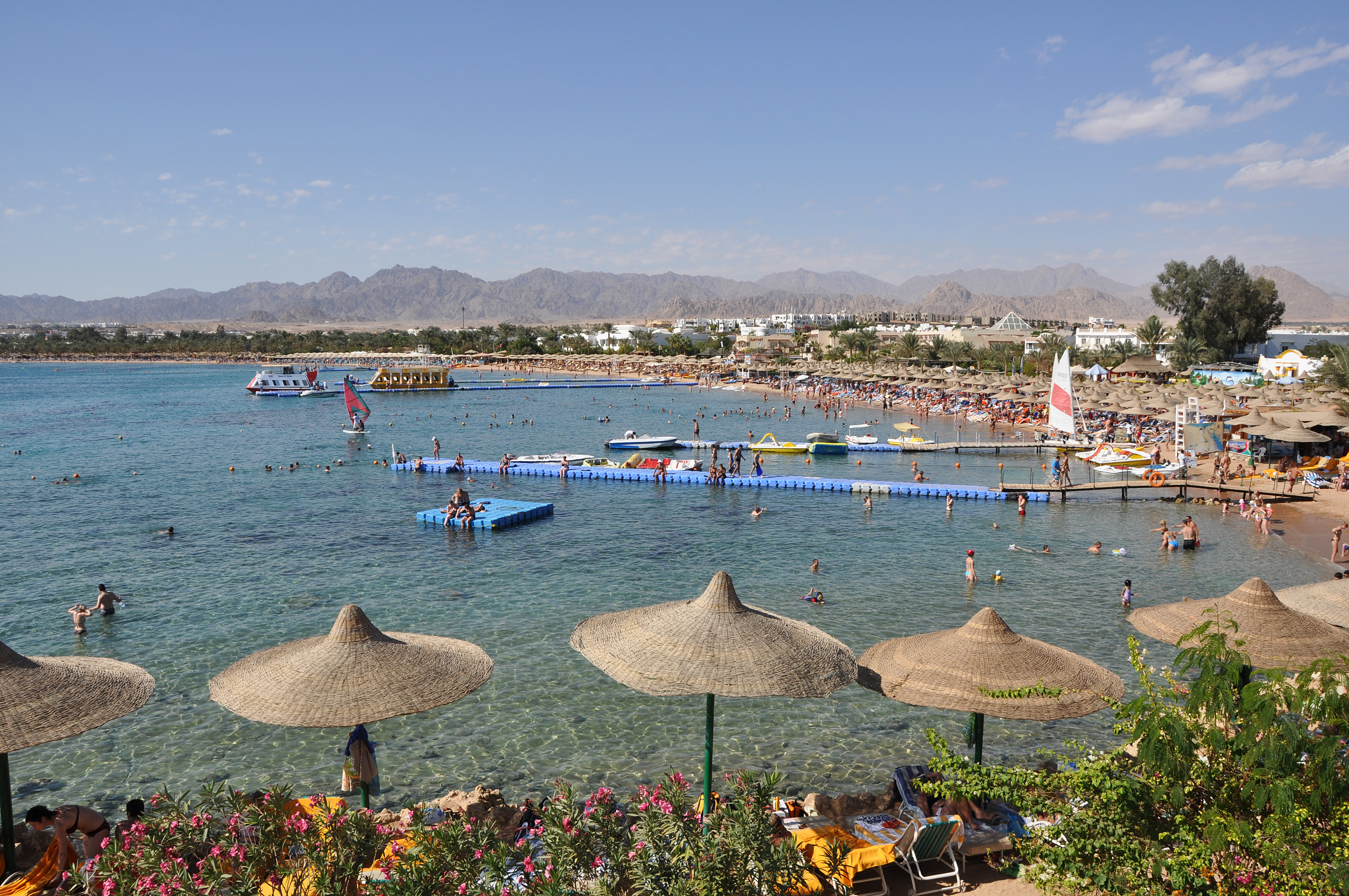
ナーマ・ベイ地区のビーチ。一帯の開発には高さ制限が設けられている。
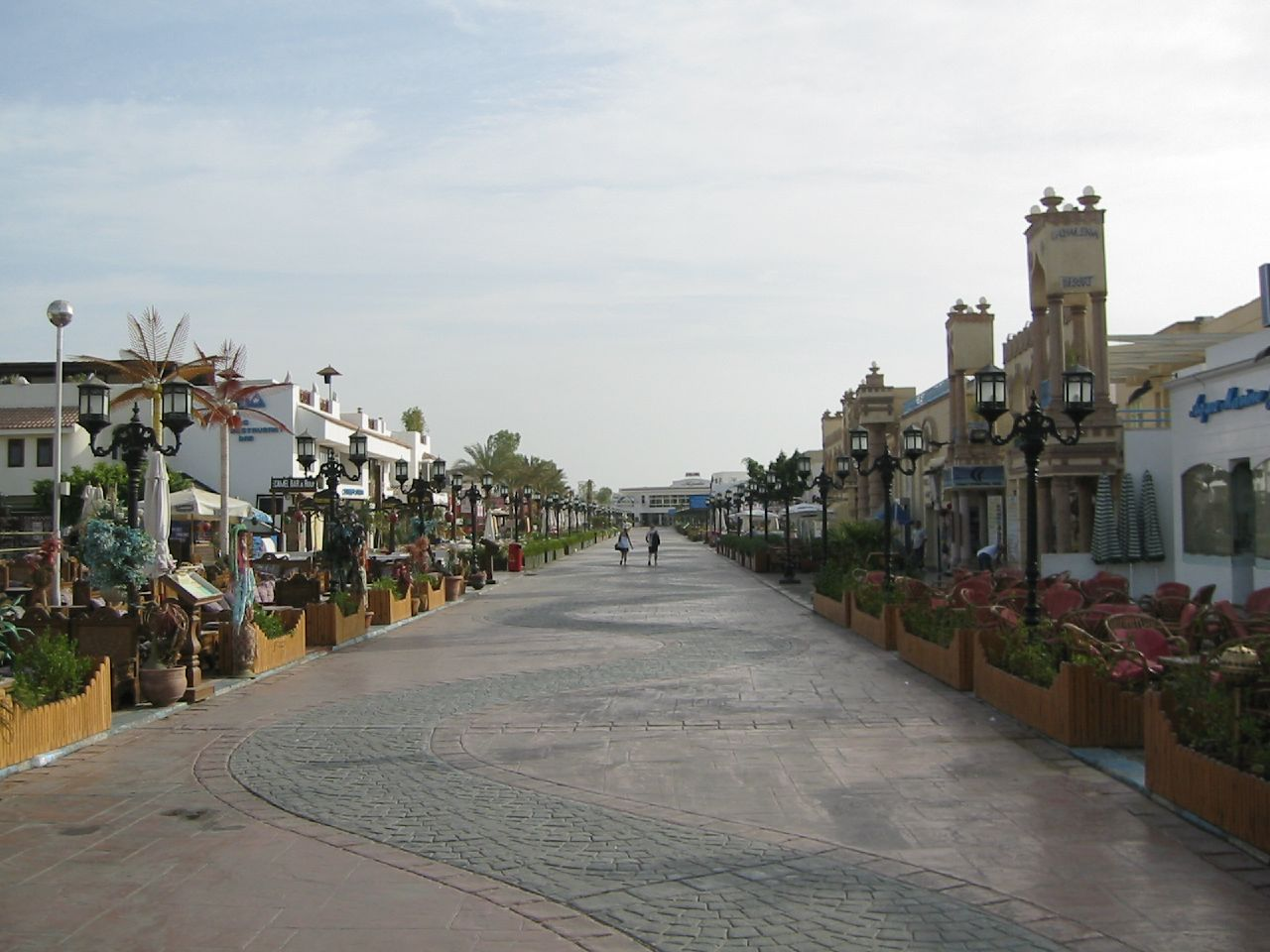
ナーマ・ベイ地区の遊歩道
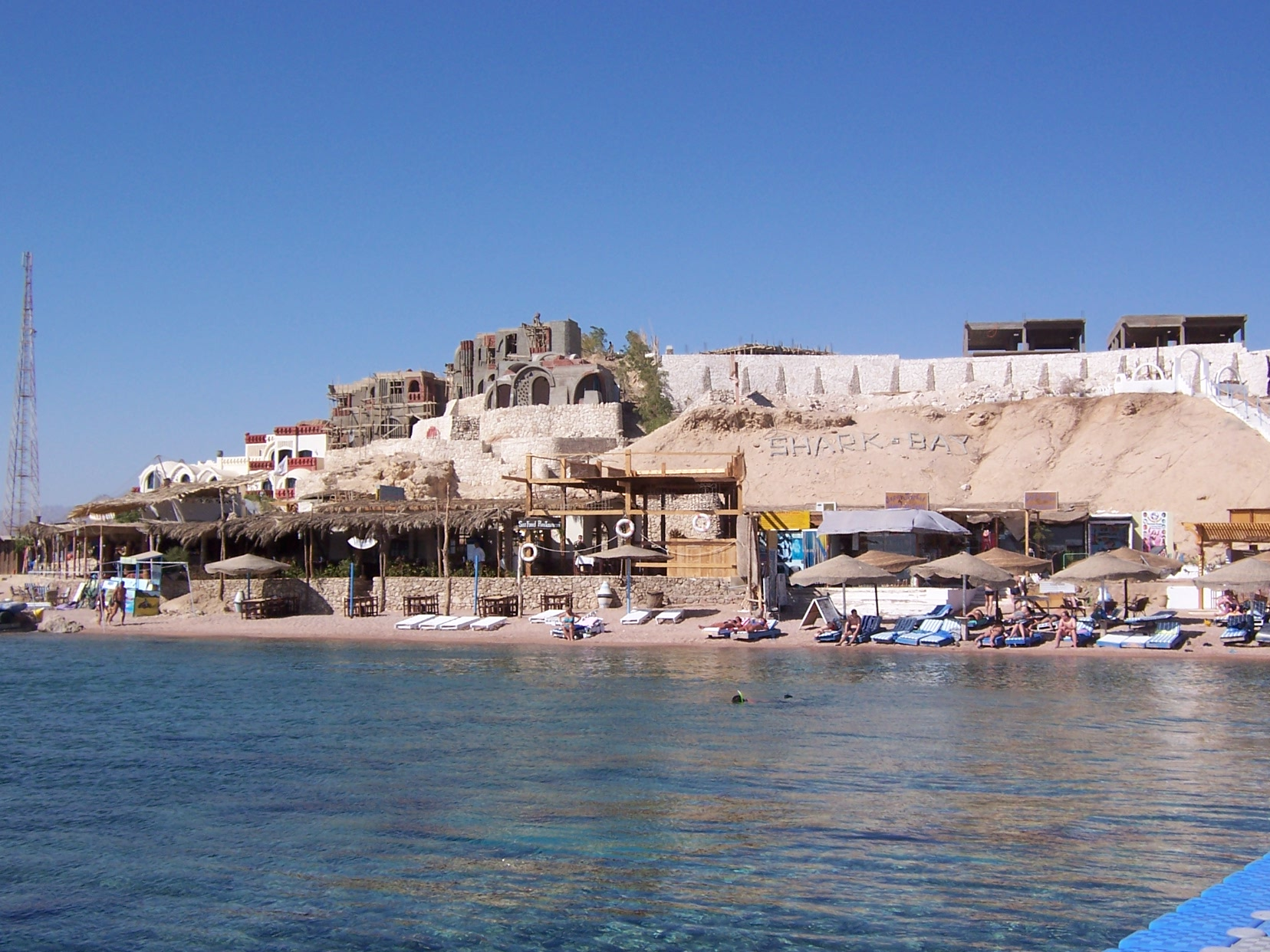
シャーク・ベイ。サンゴ礁でのダイビングなどが有名。

## 交通

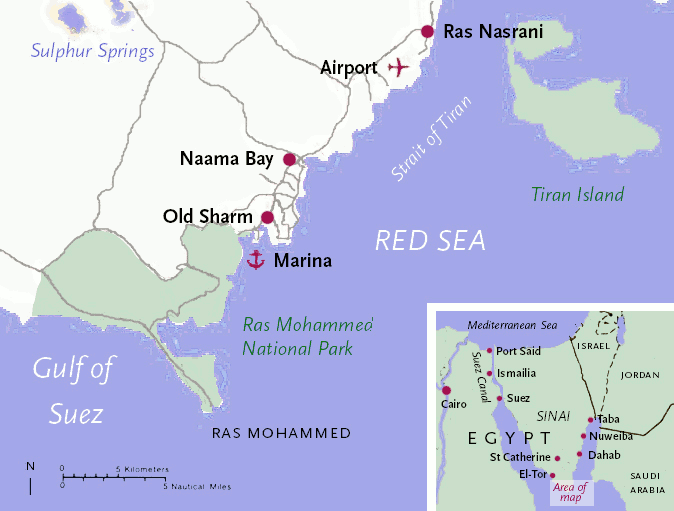
シャルム・エル・シェイク周辺地図。シナイ半島南端の海岸部にリゾートが連なる。

### 航空
- シャルム・エル・シェイク国際空港 - 首都カイロから飛行機で約1時間

### 道路
- 国道35号線

### 船
- シャルム・エル・シェイク港、ナーマ港